# آرس تكنيكا
آرس تكنيكا (/ˌɑːrz ˈtɛknɪkə/؛ مصطلح مشتق من اللاتينية يترجمه الموقع باسم "فن التكنولوجيا"، ويُعرف أحيانًا باسم آرس) هو موقع ويب يغطي الأخبار والآراء في التكنولوجيا والعلوم والسياسة والمجتمع، أنشأه كين فيشر وجون ستوكس في عام 1998. وينشر الأخبار والمراجعات والأدلة حول قضايا مثل أجهزة وبرامج الكمبيوتر والعلوم وسياسة التكنولوجيا والعاب إلكترونية.

## وصلات خارجية
- الموقع الرسمي